# Sonate K. 331
Pour la sonate de Mozart, voir Sonate pour piano no 11 de Mozart.
La sonate K. 331 (F.279/L.18) en si bémol majeur est une œuvre pour clavier du compositeur italien Domenico Scarlatti.

## Présentation
La sonate K. 331 en si bémol majeur est notée Andante. Elle forme une paire avec la sonate suivante, de mouvement rapide. Chacune est pleine de surprises, bizarreries et de répétitions insistantes ménagées par le compositeur, notamment ici sauts répétés de trois notes comme des pizzicati ou une percussion ménagée entre la main droite et la main gauche. Ce couple achève le huitième recueil du manuscrit de Parme,.

## Manuscrits
Le manuscrit principal est le numéro 6 du volume VII (Ms. 9778) de Venise (1754), copié pour Maria Barbara ; les autres sources manuscrites étant Parme VIII 29 (Ms. A. G. 31413) et le numéro 5 du manuscrit Ayerbe de Madrid (E-Mc, ms. 3-1408).

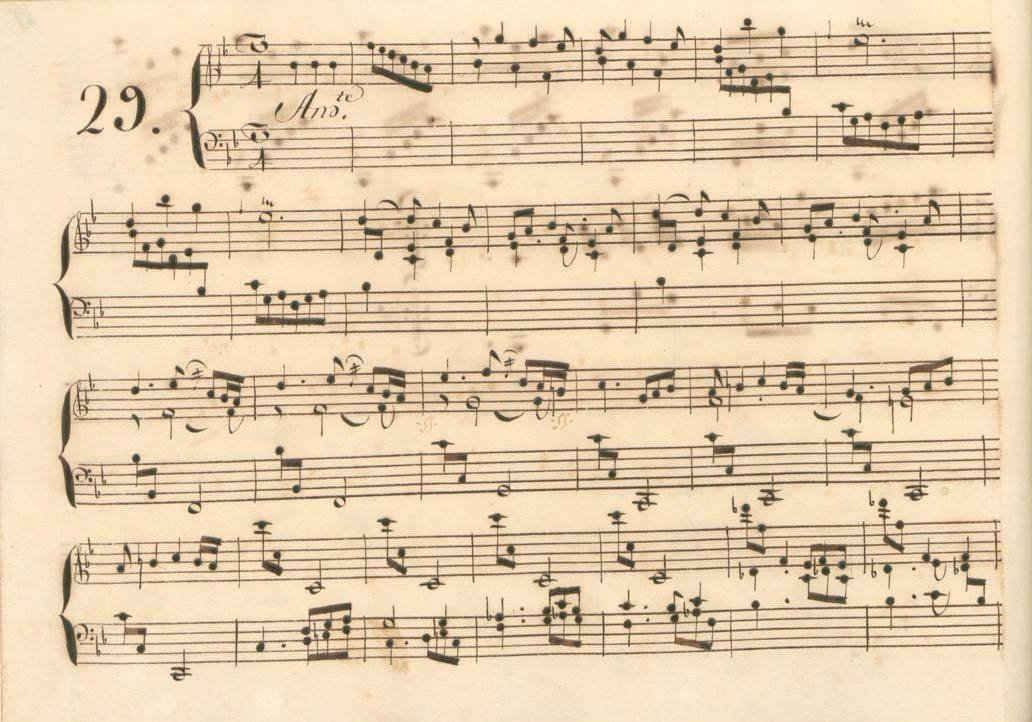
Parme VIII 29.
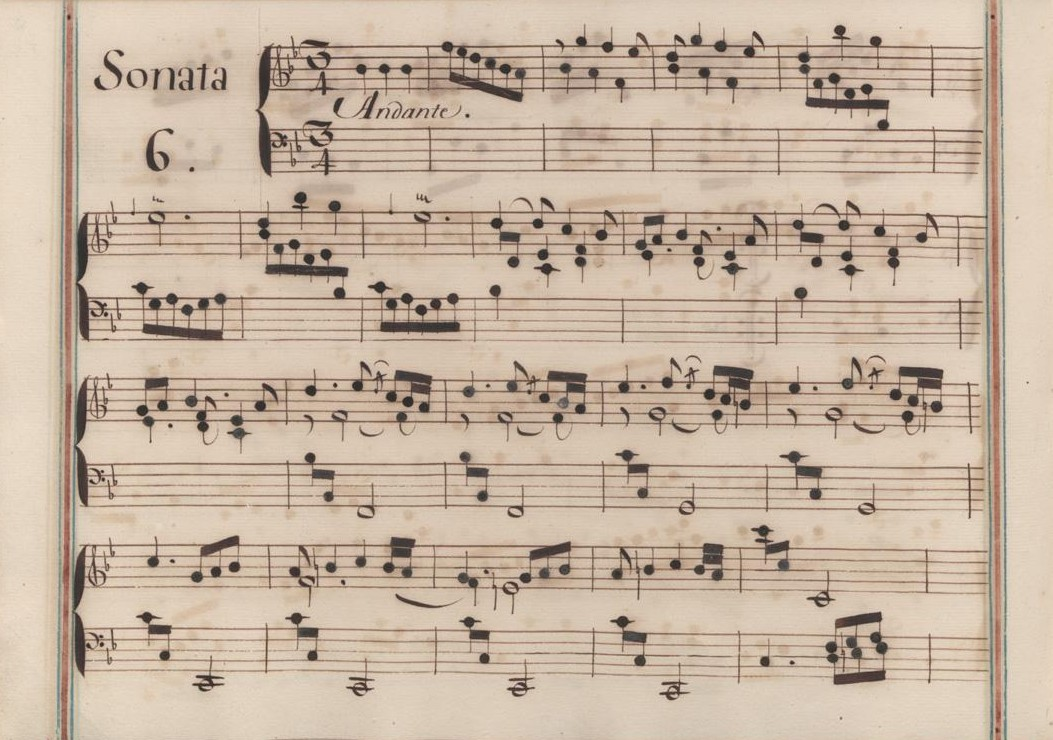
Venise VII 6.
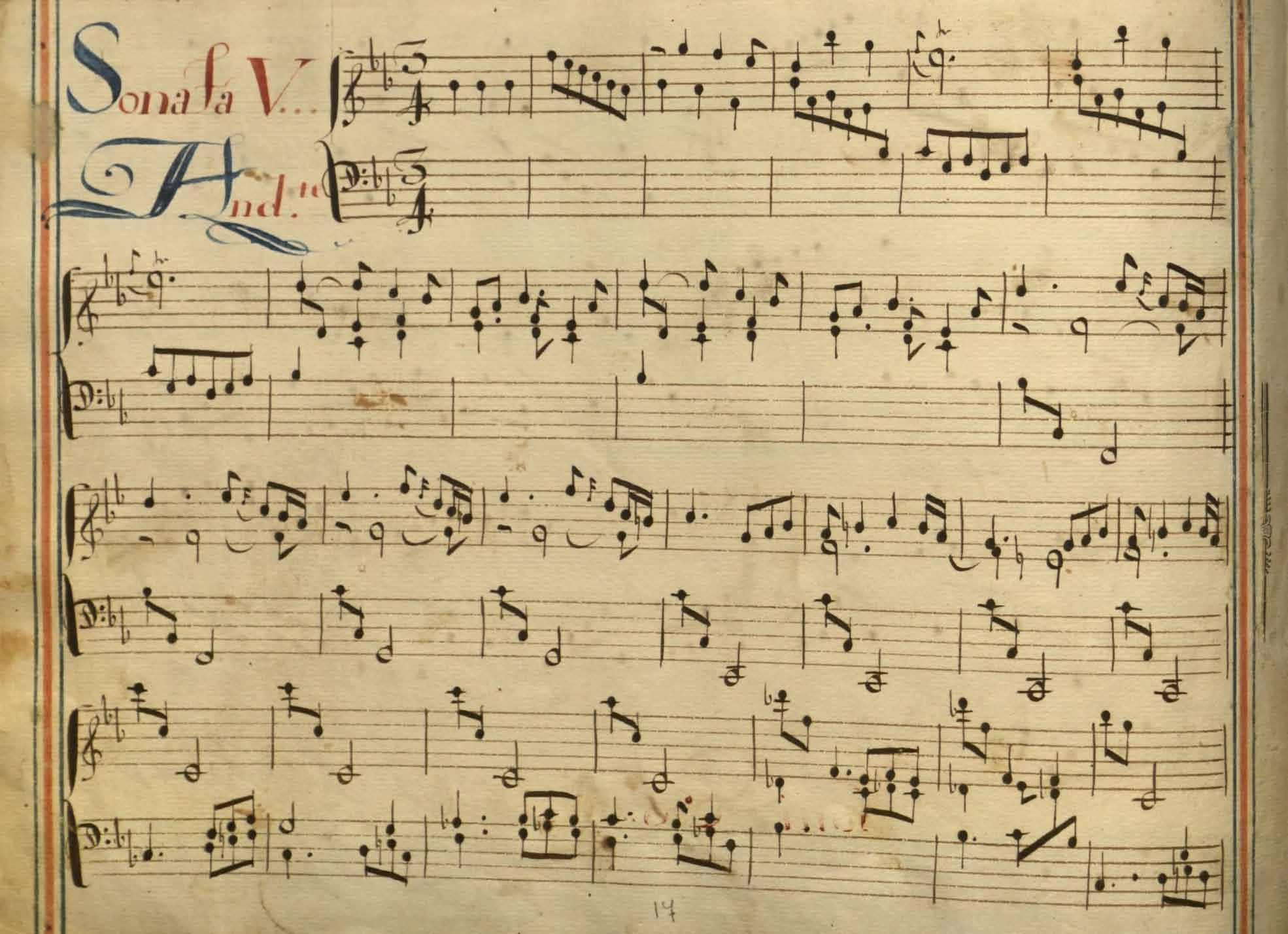
Madrid, 5.

## Interprètes
La sonate K. 331 est interprétée au piano par Carlo Grante (2012, Music & Arts, vol. 3) et Sergio Monteiro (2019, Naxos, vol. 23) ; au clavecin par Scott Ross (1985, Erato), Richard Lester (2003, Nimbus, vol. 3), Pieter-Jan Belder (Brilliant Classics).

## Sources
: document utilisé comme source pour la rédaction de cet article.
- Ralph Kirkpatrick (trad. de l'anglais par Dennis Collins), Domenico Scarlatti, Paris, Lattès, coll. « Musique et Musiciens », 1982 (1re éd. 1953 (en)), 493 p. (OCLC 954954205, BNF 34689181).
- Alain de Chambure, « Domenico Scarlatti : Intégrale des sonates — Scott Ross », Erato (2564-62092-2), 1985 (OCLC 891183737) .
- (en) Carlo Grante, « Domenico Scarlatti, intégrale des sonates pour clavier (vol. 4) », p. 13, Music & Arts (CD-1293), 2013 .
- (es) Laura Cuervo Calvo, « El manuscrito Ayerbe : una fuente española de las sonatas de Domenico Scarlatti de mediados del siglo XVIII », Ad Parnassum, Ut Orpheus Edizioni, vol. 13, no 25,‎ avril 2015, p. 1–26 (ISSN 1722-3954, OCLC 1006521868, lire en ligne).